# Манон Брюне
Манон Брюне (фр. Manon Brunet; нар. 7 лютого 1996 року, Ліон, Франція) — французька фехтувальниця на шаблях, олімпійська чемпіонка 2024 року, срібна та бронзова призерка Олімпійських ігор 2020 року, чемпіонка світу, призерка чемпіонатів світу та Європи.

## Виступи на Олімпіадах
| Олімпіада           | Дисципліна          | Місце |
| ------------------- | ------------------- | ----- |
| Ріо-де-Жанейро 2016 | індивідуальна шабля | 4     |
| Ріо-де-Жанейро 2016 | командна шабля      | 8     |
| Токіо 2020          | індивідуальна шабля | 3     |
| Токіо 2020          | командна шабля      | 2     |
| Париж 2024          | індивідуальна шабля | 1     |
| Париж 2024          | командна шабля      | 4     |

## Травми
З липня 2020 року до січня 2021 року вона мучилася зі збудливим тендинітом в м'язах аддукторів [стегна], що спричинилося поверненням до тренувань з надмірною інтенсивністю після закінчення карантину COVID-19 у Франції.

## Нагороди
У 2021 році її було нагороджено званням Лицаря Національного ордена заслуг Французьким урядом.